# 釋摩訶衍論
釋摩訶衍論，簡稱釋論，佛教論書，據說為龍樹所作，姚秦筏提摩多漢譯，共十卷，為《大乘起信論》的註釋書。但是此書的真偽，歷來長期有所爭議。

## 概論
據本書序，此書為401年（弘始3年），由中印度取回，經苻堅下令，由筏提摩多三藏主譯，耗時兩年完成。
本論受到華嚴宗重視，在唐代、遼代及宋代盛行於中國，如永明延壽在其《宗鏡錄》中大量引用其內容。經空海傳入日本後，日本真言宗將其視為根本論典之一。

## 真偽考證
許多佛教研究者相信此書是7至8世紀之間，在中國所造，再偽託為龍樹作品。但也有部份學者支持此書為龍樹作品。
按《諸阿闍梨真言密教部類總錄卷》，當中提到新羅僧珍聰說《釋摩訶衍論》為新羅中朝山月忠𭑭造。《東域傳燈目錄》則記為「新羅大空山中沙門月忠」。